# 17121 Fernandonido
A 17121 Fernandonido (ideiglenes jelöléssel 1999 JX60) a Naprendszer kisbolygóövében található aszteroida. A LINEAR projekt keretében fedezték fel 1999. május 10-én.